# Лавджой
„Лавджой“ (на английски: Lovejoy) е английски комедиен сериал, излъчван по BBC през 80-те и началото на 90-те години. Сериалът е кръстен на едноименния главен герой, изигран от Йън Макшейн. Лавджой е очарователен мошеник и търговец на антики с уникален талант за намиране на скрити съкровища. Когато не се занимава със стари предмети, той прекарва времето си като помага на хората с по-малко късмет. Негови партньори са заможната лейди Джейн, глупавият му помощник Ерик и гениалният пияница Тинкър.